# الثواثر آل سيود (المحفد)

تعديل مصدري - تعديل

الثواثر آل سيود هي إحدى قرى عزلة المحفد بمديرية المحفد التابعة لمحافظة أبين، بلغ تعداد سكانها 116 نسمة حسب تعداد اليمن لعام 2004.